# Pittoniotis protracta
Pittoniotis protracta är en måreväxtart som först beskrevs av Friedrich Gottlieb Bartling och Dc., och fick sitt nu gällande namn av August Heinrich Rudolf Grisebach. Pittoniotis protracta ingår i släktet Pittoniotis och familjen måreväxter. Inga underarter finns listade i Catalogue of Life.